# Anthracothorax
Anthracothorax is een geslacht van vogels uit de familie kolibries (Trochilidae) en de onderfamilie Polytminae. Het geslacht telt 8 soorten, alle aangeduid met mango.

## Soorten
- Anthracothorax aurulentus  – Puerto-ricomango
- Anthracothorax dominicus  – Dominicaanse mango
- Anthracothorax mango  – Jamaicaanse mango
- Anthracothorax nigricollis  – Zwartkeelmango
- Anthracothorax prevostii  – Groenborstmango
- Anthracothorax veraguensis  – Veraguamango
- Anthracothorax viridigula  – Groenkeelmango
- Anthracothorax viridis  – Groene mango